# Hidacije
Hidacije (Hydatius) ili Idacije (oko 400. - oko 469.) je bio kršćanski biskup grada Aquae Flaviae u zapadnorimskoj provinciji Galecija (današnji Chaves u Portugalu), poznat prije svega kao autor kronike koja predstavlja jedan od glavnih izvora za povijest Hispanije u prvoj polovici 5. stoljeća.
Rodio se u gradu Civitas Lemica (u blizini današnjeg Xinzo de Limia u španjolskoj Galiciji. Kao dječak je s majkom otišao u hodočašće u Svetu Zemlju gdje je sreo Svetog Jeronima. Oko godine 417. se zaredio, a 427. postao biskup. Osim vjerskim, morao se baviti i političkim pitanjima, kao i stalnim tenzijama između doseljenih Sveva s hispano-rimskim starosjediocima; godine 431. je bio u izaslanstvu koje je pomoć tražilo od Flavija Aecija. Osim toga žestoko se borio protiv kršćanskih hereza koje su tada bile raširene na Iberskom polutoku; od pape Lava I. je tražio pomoć u borbi protiv "manihejaca", iako su u pitanju najvjerojatnije bili priscilijanci. Tijekom svojih aktivnosti je stekao brojne neprijatelje, te godine 460. nakratko bio zatvoren.
Njegova Kronika, koju je počeo pisati pred kraj života, predstavlja pregled svjetske povijesti koja nastavlja ranije radove Euzebija i Jeronima. Tekst, koji opisuje događaje od 427. do 468. godine, odaje duboki pesimizam autora na koga su snažan dojam ostavila nezaustavljiva najezda barbara i kolaps političkih i društvenih institucija tadašnje rimske civilizacije. Povjesniičari vjeruju kako je Hidacije, na osnovu apokrifnog pisma Isusa Tomi došao do zaključka kako će svijet biti okončan 482. odnosno kako on i njegovi suvremenici žive u Posljednjim danima.